# Platycomopsis mesjatzevi
Platycomopsis mesjatzevi är en rundmaskart som beskrevs av Nikolai Nikolaievich Filipjev 1927. Platycomopsis mesjatzevi ingår i släktet Platycomopsis och familjen Leptosomatidae. Inga underarter finns listade i Catalogue of Life.